# جيك همفري
جيك همفري (بالإنجليزية: Jake Humphrey)‏ هو مقدم تلفزيوني وصحفي ومعلق رياضي بريطاني، ولد في 7 أكتوبر 1978 في بيتربرة في المملكة المتحدة.

## وصلات خارجية
- جيك همفري على موقع IMDb (الإنجليزية)
- جيك همفري على موقع قاعدة بيانات الفيلم (الإنجليزية)
- جيك همفري على موقع كينوبويسك (الروسية)